# Diezma
Diezma település Spanyolországban, Granada tartományban. Diezma Huétor Santillán, Iznalloz, Darro, La Peza és Quéntar községekkel határos. Lakosainak száma 810 fő (2024).

## Népesség
A település népessége az elmúlt években az alábbi módon változott:
| Lakosok száma | 883  | 836  | 837  | 816  | 784  | 766  | 785  | 764  | 776  | 810  |
|               | 2001 | 2004 | 2006 | 2009 | 2011 | 2014 | 2016 | 2019 | 2021 | 2024 |